# Cossé-en-Champagne
Cossé-en-Champagne és un municipi francès situat al departament de Mayenne i a la regió de País del Loira. L'any 2007 tenia 330 habitants.

## Demografia

### Població
El 2007 la població de fet de Cossé-en-Champagne era de 330 persones. Hi havia 121 famílies de les quals 32 eren unipersonals (12 homes vivint sols i 20 dones vivint soles), 32 parelles sense fills, 53 parelles amb fills i 4 famílies monoparentals amb fills.
La població ha evolucionat segons el següent gràfic:
Habitants censats

### Habitatges
El 2007 hi havia 173 habitatges, 121 eren l'habitatge principal de la família, 33 eren segones residències i 19 estaven desocupats. 170 eren cases i 3 eren apartaments. Dels 121 habitatges principals, 89 estaven ocupats pels seus propietaris, 29 estaven llogats i ocupats pels llogaters i 2 estaven cedits a títol gratuït; 2 tenien dues cambres, 19 en tenien tres, 33 en tenien quatre i 66 en tenien cinc o més. 87 habitatges disposaven pel capbaix d'una plaça de pàrquing. A 51 habitatges hi havia un automòbil i a 58 n'hi havia dos o més.

### Piràmide de població
La piràmide de població per edats i sexe el 2009 era:
| Homes | Edats   | Dones |
| ----- | ------- | ----- |
| 0     | 95 o +  | 0     |
| 0     | 90 a 94 | 0     |
| 0     | 85 a 89 | 0     |
| 0     | 80 a 84 | 8     |
| 4     | 75 a 79 | 8     |
| 8     | 70 a 74 | 0     |
| 4     | 65 a 69 | 20    |
| 8     | 60 a 64 | 8     |
| 4     | 55 a 59 | 8     |
| 16    | 50 a 54 | 8     |
| 4     | 45 a 49 | 12    |
| 20    | 40 a 44 | 8     |
| 4     | 35 a 39 | 4     |
| 8     | 30 a 34 | 12    |
| 0     | 25 a 29 | 4     |
| 4     | 20 a 24 | 4     |
| 32    | 15 a 19 | 24    |
| 4     | 10 a 14 | 12    |
| 8     | 5 a 9   | 8     |
| 4     | 0 a 4   | 8     |

## Economia
El 2007 la població en edat de treballar era de 201 persones, 149 eren actives i 52 eren inactives. De les 149 persones actives 134 estaven ocupades (73 homes i 61 dones) i 15 estaven aturades (9 homes i 6 dones). De les 52 persones inactives 10 estaven jubilades, 24 estaven estudiant i 18 estaven classificades com a «altres inactius».

### Ingressos
El 2009 a Cossé-en-Champagne hi havia 126 unitats fiscals que integraven 346 persones, la mediana anual d'ingressos fiscals per persona era de 14.435 €.

### Activitats econòmiques
Dels 12 establiments que hi havia el 2007, 1 era d'una empresa extractiva, 2 d'empreses de construcció, 5 d'empreses de comerç i reparació d'automòbils, 1 d'una empresa d'hostatgeria i restauració, 1 d'una empresa immobiliària, 1 d'una empresa de serveis i 1 d'una empresa classificada com a «altres activitats de serveis».
Dels 2 establiments de servei als particulars que hi havia el 2009, 1 era una fusteria i 1 saló de bellesa.
L'únic establiment comercial que hi havia el 2009 era una adrogueria.
L'any 2000 a Cossé-en-Champagne hi havia 25 explotacions agrícoles que ocupaven un total de 1.292 hectàrees.

## Equipaments sanitaris i escolars
El 2009 hi havia una escola elemental integrada dins d'un grup escolar amb les comunes properes formant una escola dispersa.

## Poblacions més properes
El següent diagrama mostra les poblacions més properes.